# 빈 천문대

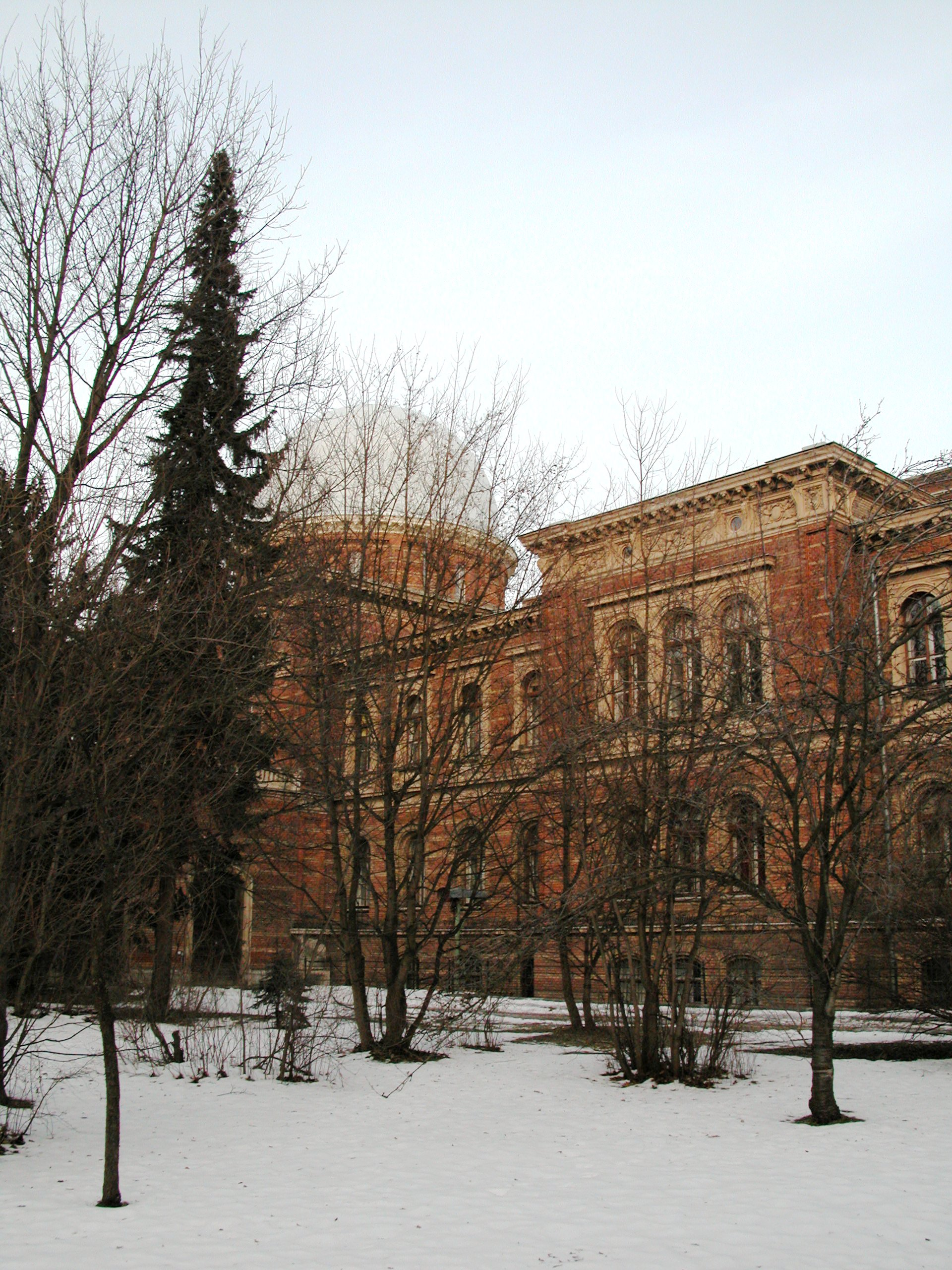
빈 대학교 천문대

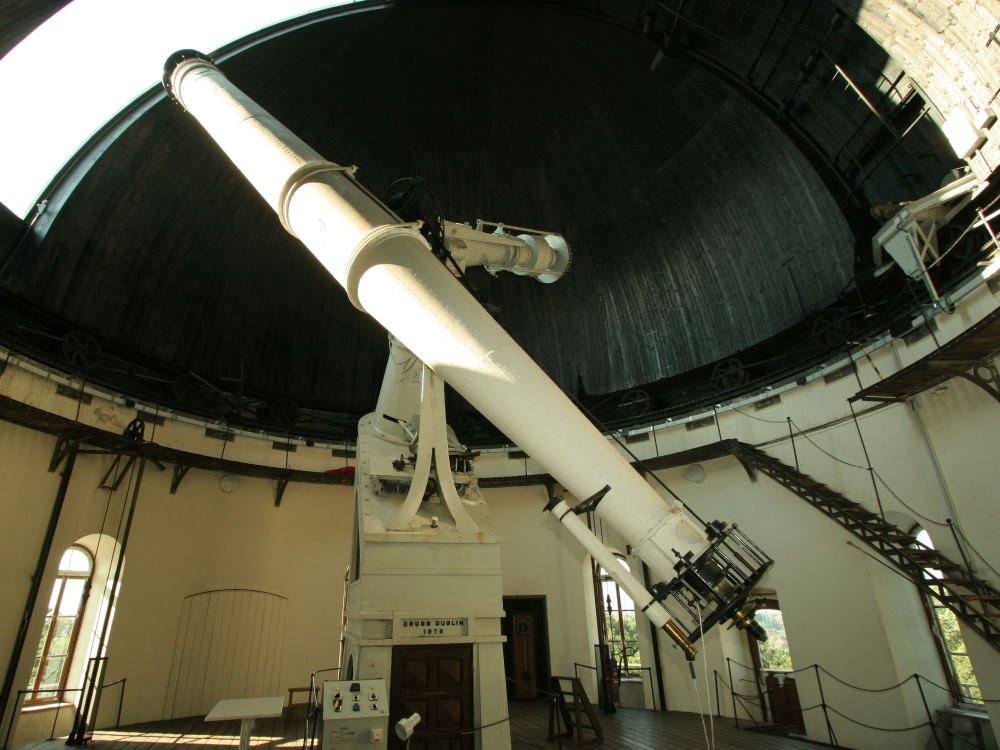
빈 천문대의 68cm 굴절 망원경

빈 천문대(독일어: Universitäts-Sternwarte Wien)은 오스트리아 빈에 위치한 천문대이다. 빈 대학교 소속이다. 1753/1754년에 대학 건물의 지붕에 처음 설치되었다.
1874년부터 1879년까지 새 천문대가 건설되어, 1883년 오스트리아의 프란츠 요제프 1세 황제가 개관 선언을 했다. 메인 돔에는 지름 68cm의 굴절 망원경이 설치되어 있다. 설치 당시로는 세계에서 가장 큰 굴절 망원경이었다.